# Косанович, Сава (политик)
Сава Косанович (серб. Сава Косановић; 29 мая 1894, Плашки — 14 сентября 1956, Белград) — югославский и сербский политический деятель, публицист, посол Югославии в США и Мексике. Племянник Николы Теслы, знаменитого сербского учёного.

## Биография

### Ранние годы
Сын Николы и Марицы Косановичей (Марица — младшая сестра Николы Теслы). Окончил гимназию в Риеке, учился на юридическом факультете в Университете Будапешта. В 1926 году занял должность генерального секретаря левоцентристской Независимой демократической партии Светозара Прибичевича. В 1927 году был избран в Народную Скупщину Югославии, избирался также в 1935 и 1938 годах. С 1928 года вёл в Скупщине борьбу против полицейского террора и коррупции. Писал статьи в газетах «Воля» (серб. Воља) и «Новая речь» (серб. Нова реч), в которых выступал против шовинизма, коррупции и диктатуры 6 января.
По Закону о защите государства Косанович был осуждён и выслан домой. Продолжил политическую карьеру в Крестьянско-демократической коалиции (включавшей его НДП и Хорватскую крестьянскую партию), выступая за единство партий гражданской инициативы в борьбе против диктатуры. За время работы премьера Стоядиновича он успел пострадать от наёмных убийц. После заключения правительства Цветковича—Мачека договора о вступлении в Антикоминтерновский пакт Косанович призвал своих политических соратников не поддерживать пакт.

### Во Второй мировой войне
27 марта 1941 в правительстве Душана Симовича Косанович занял должность министра снабжения. После оккупации у него началась сильная конфронтация со своими единомышленниками и правительством, поскольку он оказывал поддержку коммунистическим партизанам Иосипа Броза Тито, а его бывшие коллеги или пропагандировали пораженческие настроения, или же выступали на стороне четников Драже Михаиловича. 
С апреля 1942 по 1944 годы Косанович жил в эмиграции в США сначала как член правительства, а затем и противник правительства в изгнании. 5 января 1943 Сава встретил своего умирающего дядю, пообещав ему встречу с Элеонорой Рузвельт, однако на следующий день Теслы не стало. В июле 1944 года Сава Косанович вошёл в коалиционное правительство Иосипа Броза Тито и Ивана Шубашича и вернулся на родину в освобождённый Вис, вступив в партизанское движение. В марте 1945 года он стал министром информации в правительстве Иосипа Броза Тито.

### После войны
После войны, уже в 1946 году Косанович был назначен послом в США, а затем и послом в Мексике. В 1949 году он снова вошёл в состав правительства, а с 1953 по 1956 годы занимал должность в Союзном исполнительном вече. Состоял в Президиуме Народной скупщины и Президиуме Народного фронта (позднее Социалистический союз). В 1946 году представлял Югославию на подписании Парижского мирного договора, в 1947 году возглавлял делегацию Югославии на сессии ООН в Нью-Йорке. Стараниями Косановича был создан музей Николы Теслы в Белграде, куда перевезли личные вещи великого учёного.
Сава Косанович скончался 14 сентября 1956 в Белграде. Похоронен на Новом кладбище.